# ロビー・ブルックサイド
ロビー・ブルックサイド（Robbie Brookside、本名：ロバート・エドワード・ブルックス（Robert Edward Brooks）、1966年3月11日 - ）は、イギリスのプロレスラー。リヴァプールマージーサイド出身。NXT・UKに所属している女子プロレスラーのザイヤ・ブルックサイドは娘。

## 来歴
父はプロサッカー選手であった。
1983年（または1984年）にリングデビュー。イギリスのASW、ドイツのCWAなどのリングでキャリアを積み、タッグではドク・ディーンと「リヴァプール・ラッズ」として活動。1997年2月にWCWに出場、17日にはディーン・マレンコの持つWCWクルーザー級王座 に挑戦した、5月には新日本プロレスのBEST OF THE SUPER Jr.にドク・ディーンと共に出場。
その後も地元のイギリスやヨーロッパのインディ団体を転戦。
2002年9月には全日本プロレスに参戦、ケンドー・カシンのタッグパートナーで「世界最強ジュニアタッグリーグ戦」に出場、22日にの決勝ではカズ・ハヤシ、ジミー・ヤンに敗れ準優勝に終わる。1年後に2003年7月にも参戦。
その後もインディ団体に出ていたが、2012年10月にWWE傘下のNXTレスリングとトレーナー契約を行った。

## 得意技
アイコノクラズム
ノーザンライト・スープレックス

## タイトル歴
オール・アクション・レスリング
AAW北東ヘビー級王座
オールスター・レスリング
ASWブリティッシュヘビー級王座 :2回
ワールドヘビー・ミドル級王座
ASWブリティッシュタッグ王座 :2回（w/ ドク・ディーン）
キャッチ・レスリング・アソシエーション
CWAインターコンチネンタルヘビー級王座 :2回
CWA世界タッグ王座（w/ キャノンボール・グリズリー）
ヨーロピアン・レスリング・プロモーション
ヨーロピアンヘビー級王座 :2回
ヨーロピアンタッグ王座
マンフレート・コッチ・メモリアル・カップ （2001年）
フロンティア・レスリング・アライアンス
FWAブリティッシュヘビー級王座
FWAヨーロピアンユニオン王座
ニュー・アライアンス・オブ・レスリング・アスリート
NAWAヘビー級王座
プレミア・レスリング・フェデレーション
ワージング・トロフィ（1995年、1999年、2005年）
ケン・ジョイス・トロフィ（2004年、2005年、2006年）
レスラー・オブ・ザ・イヤー（1995年、2005年）
プロフェッショナル・レスリング・アライアンス
PWAヨーロピアンヘビー級王座 :2回
リアル・クオリティー・レスリング
RQWヘビー級王座
ザ・レスリング・アライアンス
TWAブリティッシュヘビー級王座 :2回
TWAハードコア王座
TWAブリティッシュタッグ王座（w/ ダグ・ウィリアムス）
ウエストサイド・エクストリーム・レスリング
wXw世界ヘビー級王座